# Röyttä (ö i Norra Österbotten)
Röyttä är en ö i Finland. Den ligger i Bottenviken och i kommunen Ijo i den ekonomiska regionen  Oulunkaari i landskapet Norra Österbotten, i den norra delen av landet. Ön ligger omkring 33 kilometer norr om Uleåborg och omkring 570 kilometer norr om Helsingfors.
Öns area är 60,5 hektar och dess största längd är 1,8 kilometer i nord-sydlig riktning. Ön höjer sig omkring 5 meter över havsytan.